# Mydas boonei
Mydas boonei is een vliegensoort uit de familie Mydidae. De wetenschappelijke naam van de soort is voor het eerst geldig gepubliceerd in 1953 door Curran.
De soort komt voor in de Verenigde Staten.